# ميليسا مكنمارا
ميليسا مكنمارا (بالإنجليزية: Melissa McNamara)‏ هي لاعبة غولف أمريكية، ولدت في 25 مايو 1966 في تلسا في الولايات المتحدة.